# Panzer Tactics DS
Panzer Tactics DS est un jeu vidéo de tactique au tour par tour développé par Sproing Interactive Media et sorti en 2007 sur Nintendo DS puis porté sur Windows et iOS. Le jeu a fait l'objet d'un remake sous le titre Panzer Tactics HD.

## Système de jeu
Le jeu propose un gameplay au tour par tour sur des cartes hexagonales, le but étant de détruire les unités adverses et d'étendre le territoire conquis. Le joueur a, à sa disposition, plus de 150 unités terrestres, maritimes et aériennes différentes et une trentaine de scénarios jouables dans le mode Scénario. Dans le mode Campagne, trois coalitions militaires sont jouables, l'Axe, l'URSS et les Alliés avec plus d'une dizaine de missions pour chaque coalition, se basant sur de véritables événements historiques de la Seconde Guerre Mondiale. Le jeu dispose d'un système de points de prestige pour déverrouiller des unités supplémentaires ainsi que des généraux disposant de caractéristiques spécifiques permettant d'améliorer les statistiques de différentes unités,. 

## Accueil
À sa sortie, le jeu reçoit un accueil mitigé. Jeuxvideo.com lui donne la note de 13, appréciant les graphismes et la longue durée de vie proposée par le titre, mais déplorant une jouabilité lente et une mauvaise interface. Gamekult lui décerne la note de 7, appréciant la gestion des troupes, la longue durée de vie et la multitude de tactiques proposées, mais déplorant une mauvaise lisibilité du titre et un gameplay lent et poussif. L'agrégateur de critiques Metacritic lui donne la moyenne de 67, appréciant la durée de vie, le mode solo et la multitude des tactiques disponibles, mais déplorant massivement le gameplay général et l'utilisation du mode multijoueurs en ligne. 